# Dommelbaorzedurp
Dommelbaorzedurp is sinds 1954 de naam van Vught tijdens carnaval. De naam is ontleend aan het feit dat Vught tussen de rivier de Dommel en de wijk De Baarzen ligt.

## Carnaval
Op zaterdag begint de carnaval in Vught met de Intocht naar het Raadhuis. De prins, Zijne Doorluchtige Hoogheid Prins Alfredo (Volledige naam Alfredo De Nezroab é Lemmod á Lavanrac), komt aan met zijn Mijnheer de Adjudant in de Hofauto, vergezeld door de Hoogheid, Hofdame en Adjudant van de Jeugdprinsengroep. Daar vindt de sleuteloverdracht plaats door de burgemeester aan de Burgervaojer, Ties van Maurick tot den Pickensteeg en de Jeugd Burgervaojer. Daarna is er de onthulling van Brordus en Brorda op het Jan van Geeneplein.
Op zondag vertrekt vanaf het Moleneindplein (Vught-Zuid) de grote optocht naar het centrum van Vught. 's Avonds vindt de prijsuitreiking plaats van de grote carnavalsoptocht.
Op maandag bezoekt de prins diverse locaties in Vught zoals Huize Elisabeth, Trees d'r Durp en de Vlasborch en neemt hij met zijn Gevolg in Cromvoirt (Kneutergat) de optocht af, samen met de jeugdhoogheden van Dommelbaorzedurp en Kneutergat.
Op dinsdag bezoekt het Prins en Gevolg evt. de Carnavalsbaby en vertrekt vanaf Het Raadshuis (voorheen het Prinsenhof) de kinderoptocht door het centrum van Vught. 's Avonds is er de begrafenis van Brordus en Brorda bij de Prinsenhof en worden daar ook de sleutels overhandigd aan de gemeente Vught.
Onder het motto:"Dees jaor gaot alles anders" zijn er in 2023 twee vrouwelijke raadsleden bij de Raad van elluf van Dommelbaorzedurp. Ook de functie van Burgvaojer wordt in 2023 ingevuld door een vrouw: Burgermoejer Ties van Maurick tot den Pickensteeg. Uit respect voor de naam en functie is ervoor gekozen de naam Ties in ere te houden.

## Carnavalsclubs
- Wè nouw wir
- Danmarzo
- De Boarze Piepers
- NetZat
- De Knolderapen
- De Kaoter Is Veur Laoter
- De vrolijke JJ bende (jeugdbende)
- Wrom ok nie
- Blaaskapel Deesjavu
- Krek wa Anders
- T'is van de Stroat
- Vruug zat loat thuis
- 'T Vughts Matras
- CV Raod 'es

## Jeugd- en Jongerencarnaval (JJ)
Dommelbaorzedurp kent een grote vereniging voor de Vughtse jeugd en jongeren. Deze vereniging (JJ) die sinds 1966 actief is regelt carnavalsactiviteiten voor de jeugd. Elk jaar worden optredens van artiesten uit binnen- en buitenland georganiseerd.